# Юсеф Латіф
Юсе́ф Абду́л-Латі́ф (англ. Yusef Abdul Lateef), справжнє ім'я Ві́льям Емануе́ль Га́ддлстон (англ. William Emanuel Huddleston); 9 жовтня 1920, Чаттануга, Теннессі — 23 грудня 2013, Шатсбері, Массачусетс) — американський джазовий тенор-саксофоніст, флейтист і гобоїст. Вважається найпершим музикантом, який поєднав у джазі елементи східного і африканського фольклору. Лауреат премії «Греммі» (1988).

## Біографія
Народився 9 жовтня 1920 року в м. Чаттануга (Теннессі). Його родина переїхала у 1923 році в Лорейн (Огайо), а 1925-го — до Детройту (Мічиган). В Детройті його батько змінив прізвище на «Еванс».
Навчався у Детройтській вищій музичній школі, зустрічався з багатьма відомими джазовими виконавцями Детройта, серед яких вібрафоніст Мілт Джексон, контрабасист Пол Чемберс, барабанщик Елвін Джонс і гітарист Кенні Беррелл. У віці 18 років розпочав свою професіональну кар'єру і став гастролювати по містам США. Першим інструментом, на якому грав Латіф був альт-саксофон, але через рік, під вливом гри Лестера Янга, він перейшов на тенор-саксофон.
У 1946 році приїхав в Нью-Йорк, де грав в оркестрах Лакі Мілліндера (1946), Хот Ліпс Пейджа, Роя Елдриджа. В 1949 році його запросив на гастролі зі своїм оркестром Діззі Гіллеспі; не без впливу популярної на той час афро-кубинської музики захопився фольклором країн Карибського басейну. В 1950 році повернувся у Детройт, організував оркестр, вивчав 12-тонову систему у Вейському університеті, а також освоїв флейту і гобой. Саме в цей період, він навернувся в іслам як член ахмадійської мусульманської общини.
В 1962–1964 роках грав в секстеті братів Кеннонболла і Нета Еддерлі, потім чотири роки працював у гурті Чарльза Мінгуса (1960), грав з Дональдом Бердом. Успіх приніс альбом Jazz Around The World (1963), який був присвячений фольклору різних країн і континентів. В 1965–1969 роках навчався в Мангеттенській вищій музичній школі, пізніше став її педагогом. Брав участь у багатьох музичних проектах — від бібопу до фрі-джазу. У 1980-х роках викладав у Нігерії. У 1988 році за альбом Yusef Lateef's Little Symphony був удостоєний премії «Греммі» у категорії «найкращий нью-ейдж-альбом».
Помер 23 грудня 2013 року вдома у віці 93 років у Шатсбері (Массачусетс).

## Дискографія
- Jazz Mood (Savoy, 1957)
- Before Dawn: The Music of Yusef Lateef (Verve, 1957)
- Prayer to The East (Savoy, 1957)
- Lateef at Cranbrook (Argo, 1958)
- Other Sounds (New Jazz, 1959; записаний 1957)
- Cry! – Tender (New Jazz, 1959)
- The Three Faces of Yusef Lateef (Riverside, 1960)
- The Centaur and the Phoenix (Riverside, 1960)
- Eastern Sounds (Moodsville, 1961)
- Jazz 'Round the World (Impulse!, 1964)
- Live at Pep's (Impulse!, 1964)
- The Golden Flute (Impulse!, 1966)
- The Complete Yusef Lateef (Atlantic, 1967)
- The Blue Yusef Lateef (Atlantic, 1968)
- Yusef Lateef's Detroit (Atlantic, 1969)
- The Gentle Giant (Atlantic, 1972)
- Hush 'N' Thunder (Atlantic, 1973)
- 10 Years Hence (Atlantic, 1974)
- Yusef Lateef's Little Symphony (Atlantic, 1988) — премія «Греммі» за найкращий нью-ейдж-альбом (1988)
- The African-American Epic Suite (ACT, 1993)